# مركان
ميركان (بالكرواتية: Mrkan) هي جزيرة صغيرة غير مأهولة تقع في البحر الأدرياتيكي بالقرب من دوبروفنيك في كرواتيا. إداريًا، تتبع الجزيرة لمدينة دوبروفنيك ضمن مقاطعة دوبروفنيك نيريتفا.

## التاريخ
في العصور الوسطى، كانت جزيرة ميركان موطنًا لدير القديس مرقس. كانت الجزيرة واحدة من أقدم مراكز النشاط المسيحي في المنطقة. وفقًا للتقاليد، فإن القديس موراتيوس، الذي يُعتقد أنه أول أسقف معروف لدوبروفنيك، قد دُفن هناك.
خلال فترات تفشي الأوبئة، استُخدمت ميركان كمحجر صحي (مكان للحجر الصحي)، حيث كانت تُعزل السفن وركابها القادمون إلى دوبروفنيك.

## المعالم
تحتوي الجزيرة على بقايا دير وكنيسة قديمة، بالإضافة إلى مقبرة تاريخية. يمكن العثور على بقايا معمارية تعود إلى العصور الوسطى، على الرغم من أن معظم المنشآت قد تضررت أو أصبحت مغطاة بالنباتات الكثيفة.